# Palmeirópolis
Palmeirópolis – miasto i gmina w Brazylii, w stanie Tocantins. Znajduje się w mezoregionie Ocidental do Tocantins i mikroregionie Gurupi, 449 km od stolicy stanu, Palmas.